# Finnország éghajlata
Finnország éghajlatát elsősorban a földrajzi elhelyezkedése befolyásolja. Északi elhelyezkedése miatt a tél a leghosszabb évszak az országban. Csak a déli partvidék mentén ugyanolyan hosszúságú a nyár, mint a tél. Átlagosan december elején kezdődik a tél és március közepéig tart a finn szigetvilágban és a délnyugati partvidéken. Miközben Lappföldön a tél október elején kezdődik és május elejéig tart. Ez azt jelenti, hogy az ország déli részeit az évnek csak mintegy három-négy hónapjában borítja hótakaró, míg Lappföldön ez az időszak akár hét hónapnál is több lehet. A hosszan tartó hideg időszak miatt az éves 500-600 milliméternyi csapadék északon többnyire hó formájában hullik le. A déli országrészben az éves csapadékmennyiség 600–700 mm, amely északhoz hasonlóan egész évben előfordulhat, ám itt kevesebb alkalommal hullik szilárd halmazállapotban.
A Köppen éghajlati osztályozás alapján Finnország a kontinentális szubarktikus, vagy más néven boreális (tajga) éghajlati övhöz tartozik. A déli partvidék a nedves kontinentális éghajlati övben fekszik, enyhe nyarakkal és egész évben előforduló csapadékkal. Az ország többi része szubarktikus, hűvös nyárral és egész évben előforduló csapadékkal. Az Atlanti-óceán felől érkező melegebb léghullámok, illetve a keleten kialakuló sarkvidéki hideg-betörések is alakítják az ország időjárási viszonyait. A Golf-áramlat, illetve az Észak-atlanti-áramlat melegíti Norvégia, Svédország és Finnország térségében az éghajlatot és, ha ez nem létezne, akkor jóval hidegebb volna ezen térség éghajlata. A nyugati szelek továbbítják az enyhébb légáramlatokat a Balti-tenger térségébe és az ország déli területei felé, melyek sokat enyhítenek e vidék téli időjárásán. Turkuban és Helsinkiben a téli nappali hőmérsékletek a 0–+5 °C közti tartományban mozognak. Ugyanakkor 2016 januárjában a hőmérséklet –20 °C-ig is lecsökkent. E nyugatias szél hatására nyáron kevesebb felhő képződik, ami miatt a déli területeken naposabbak a nyarak, illetve több az éves napfénytartam. Ugyanakkor ezt ellensúlyozza az Eurázsia felett rendszeresen kialakuló magas nyomású időjárási rendszer, amely a tenger közelségének hatására hideg teleket okoz, illetve nyáron magasabb hőmérsékleti értékeket produkál.

## Hőmérséklet
Délnyugat-Finnországban az éves átlaghőmérséklet 6,5 °C. Észak és kelet felé haladva az éves átlag hőmérsékleti értékek fokozatosan egyre alacsonyabbak. A Suomenselkä és a Maanselkä folyók vízgyűjtő területeinek vízválasztója magasabbra emelkedik, mint a környező területek és a klíma itt hidegebb, mint Finnország más hasonló szélességi körein fekvő területein. Finnország és az Északi-sark közt a Barents-tengert telente nem borítja be összefüggő jégtakaró, mivel itt enyhébb az időjárás, mint Szibériától, vagy Alaszkától északra.
A legmagasabb hőmérsékleti érték, melyet Finnországban mértek 37,2 °C volt, melyet 2010. július 29-én Liperi településen mértek. A legalacsonyabb hőmérsékleti érték –51,5 °C volt, melyet Kittilä településen mértek 1999. január 28-án. Az évi középhőmérséklet viszonylag magas értéket mutat az ország déli részein (5,0 és 7,5 °C közt váltakozik), enyhe telekkel és meleg nyarakkal, míg ugyanezen évi középhőmérsékleti érték Lappföld északnyugati részén 0 és –4,0 °C közt alakul.
Időjárási szélsőértékek:
| Hónap                        | Jan.  | Feb.  | Már.  | Ápr.  | Máj.  | Jún. | Júl. | Aug.  | Szep. | Okt.  | Nov.  | Dec.  | Év    |
| ---------------------------- | ----- | ----- | ----- | ----- | ----- | ---- | ---- | ----- | ----- | ----- | ----- | ----- | ----- |
| Rekord max. hőmérséklet (°C) | 10,9  | 11,8  | 17,5  | 25,5  | 31,0  | 33,8 | 37,2 | 33,8  | 28,8  | 19,4  | 14,3  | 11,3  | 37,2  |
| Rekord min. hőmérséklet (°C) | −51,5 | −49,0 | −44,3 | −36,0 | −24,6 | −7,0 | −5,0 | −10,8 | −18,7 | −31,8 | −42,0 | −47,0 | −51,5 |
| Forrás:                      |       |       |       |       |       |      |      |       |       |       |       |       |       |

Legmagasabb havi hőmérsékleti értékek:
- Január: +10,9 °C (51,6 °F) (1973. január 6. Mariehamn, Åland)
- Február: +11,8 °C (53,2 °F) (1943. február 28. Ilmala, Helsinki, Dél-Finnország)
- Március: +17,5 °C (63,5 °F) (2007. március 27. Helsinki nemzetközi repülőtér, Vantaa, Dél-Finnország)
- Április: +25,5 °C (77,9 °F) (1921. április 27. Jyväskylä, Közép-Finnország)
- Május: +31,0 °C (87,8 °F) (1995. május 30/31. Lapinjärvi, Dél-Finnország)
- Június: +33,8 °C (92,8 °F) (1934. június 24. Ähtäri, Közép-Finnország)
- Július: +37,2 °C (99,0 °F) (2010. július 29. Joensuui repülőtér, Liperi, Kelet-Finnország)[4]
- Augusztus: +33,8 °C (92,8 °F) (2010. augusztus 7. Heinola, Dél-Finnország és Puumala, Kelet-Finnország)[5]
- Szeptember: +28,8 °C (83,8 °F) (1968. szeptember 6. Rauma, Nyugat-Finnország)
- Október: +19,4 °C (66,9 °F) (1985. október 2. Malmi, Helsinki, Dél-Finnország)
- November: +14,1 °C (57,4 °F) (1999. november 2. Mariehamn, Åland)
- December: +10,8 °C (51,4 °F) (2006. december 6. Salo, Dél-Finnország)

Havi minimum hőmérsékletek:
- Január: −51,5 °C (−60,7 °F) (1999. január 28. Pokka, Kittilä, Lappföld)
- Február: −49,0 °C (−56,2 °F) (1912. február 5. Sodankylä, Lappföld)
- Március: −44,3 °C (−47,7 °F) (1971. március 1. Tuntsa, Salla, Lappföld)
- Április: −36,0 °C (−32,8 °F) (1912. április 9. Kuusamo, Észak-Ostrobothnia)
- Május: −24,6 °C (−12,3 °F) (1971. május 1. Enontekiö, Lapland)
- Június: −7,0 °C (19,4 °F) (1962. június 3. Laanila, Inari, Lappföd)
- Július: −5,0 °C (23,0 °F) (1958. július 12. Kilpisjärvi, Enontekiö, Lappföld)
- Augusztus: −10,8 °C (12,6 °F) (1980. augusztus 26. Naruska, Salla, Lappföld)
- Szeptember: −18,7 °C (−1,7 °F) (1968. szeptember 26. Sodankylä, Lappföld)
- Október: −31,8 °C (−25,2 °F) (1968. október 25. Sodankylä, Lappföld)
- November: −42,0 °C (−43,6 °F) (1915. november 30. Sodankylä, Lappföld)
- December: −47,0 °C (−52,6 °F) (1919. december 21. Pielisjärvi, Kelet-Finnország)

Finnország a hőmérsékleti eloszlását tekintve nyolc klímazónára bontható. Ezt főleg erdőtelepítési munkálatoknál veszik figyelembe. A klímazónákat elsősorban a tenyészidőszak hossza alapján különítették el egymástól, mint sem a tényleges éves hőösszeget venné figyelembe. A nagyobb tavak azonban enyhítik a hideg éghajlat hűtő tényezőit, ezért a tavak környékén kedvezőbb feltételű növekedési zónák húzódnak.

## Csapadék
A Lappföld Finnország legszárazabb vidéke. Éves szinten Lappföld északi részén csak mintegy 500 mm csapadék hullik, míg délebbre haladva már évi 600 mm csapadék az éves átlag. A legcsapadékosabb területek délen találhatóak, ahol éves átlagban 700 mm csapadék hullik.
Az ország nyugati részének időjárását az Atlanti-óceán felől a Golf-áramlat hatására érkező enyhébb, ám csapadékos légtömegek rendszeres érkezése befolyásolja, ugyanakkor a főn jelenség szárító hatással bír. A legtöbb csapadék július-augusztus során hullik. A legkevesebb csapadék március hónapban szokott előfordulni. Átlagosan évi 180 csapadékos nap van az országban, amikor előfordulhat némi csapadék és mintegy 10-15 olyan napra lehet évente számítani, amikor több csapadék várható 24 óra leforgása alatt, mint 10 mm.
Az összefüggő és megmaradó hórétegek már karácsony előtt kialakulnak az országban. Lappföldön már októberben kialakul az összefüggő hótakaró, míg a szigetvilágban és a partvidéken csak január során következik be ugyanez. A hótakaró vastagsága meglehetősen eltérő lehet országrészenként, de még szomszédos körzetenként is. A hóvastagság márciusban éri el a csúcspontját, még mielőtt az olvadás megkezdődne. Az ország különböző részein az épületek tetőszerkezetének teherbírását az adott vidék időjárási körülményeihez szabták. Miközben Finnország délnyugati részein, ahol kevesebb mennyiségű hó szokott esni, ott a tető szerkezetének 140 kg/m² terhelést kell kibírnia, addig Lappföld keleti részén ugyanezen adat már 240 kg/m².
Finnország déli részére jellemző a téli időjárás változékonysága. A tél közepén decemberben és januárban többnyire felhős az idő, míg a február és március során már többször napos.

## Éghajlati jellemzők Finnország különböző pontjain

### Helsinki
Helsinkiben, az ország déli részén az alábbiak szerint alakulnak az éghajlat különböző elemei:
| Hónap                                    | Jan. | Feb. | Már. | Ápr. | Máj. | Jún. | Júl. | Aug. | Szep. | Okt.  | Nov.  | Dec. | Év    |
| ---------------------------------------- | ---- | ---- | ---- | ---- | ---- | ---- | ---- | ---- | ----- | ----- | ----- | ---- | ----- |
| Rekord max. hőmérséklet (°C)             | 8,5  | 11,8 | 17,1 | 21,9 | 29,6 | 32,0 | 34,0 | 31,2 | 26,2  | 19,4  | 11,6  | 10,0 | 34,0  |
| Átlagos max. hőmérséklet (°C)            | −1,3 | −1,9 | 1,6  | 7,6  | 14,4 | 18,5 | 21,5 | 19,8 | 14,6  | 9,0   | 3,7   | 0,5  | 9,1   |
| Átlaghőmérséklet (°C)                    | −3,9 | −4,7 | −1,3 | 3,9  | 10,2 | 14,6 | 17,8 | 16,3 | 11,5  | 6,6   | 1,6   | −2,0 | 5,9   |
| Átlagos min. hőmérséklet (°C)            | −6,5 | −7,4 | −4,1 | 0,8  | 6,3  | 10,9 | 14,2 | 13,1 | 8,7   | 4,3   | −0,6  | −4,5 | 3,0   |
| Rekord min. hőmérséklet (°C)             |      |      |      |      | −4,8 | 0,7  | 5,4  | 2,8  | −4,5  | −11,6 | −18,6 |      | −18,6 |
| Átl. csapadékmennyiség (mm)              | 52   | 36   | 38   | 32   | 37   | 57   | 63   | 80   | 56    | 76    | 70    | 58   | 655   |
| Havi napsütéses órák száma               | 38   | 70   | 138  | 194  | 284  | 297  | 291  | 238  | 150   | 93    | 36    | 29   | 1858  |
| Forrás: Finnish Meteorological Institute |      |      |      |      |      |      |      |      |       |       |       |      |       |

### Kittilä
Lappföld északi részén, Kittilában így alakulnak az éves adatok:
| Hónap                                    | Jan.  | Feb.  | Már.  | Ápr. | Máj. | Jún. | Júl. | Aug. | Szep. | Okt. | Nov.  | Dec.  | Év   |
| ---------------------------------------- | ----- | ----- | ----- | ---- | ---- | ---- | ---- | ---- | ----- | ---- | ----- | ----- | ---- |
| Átlagos max. hőmérséklet (°C)            | −9,6  | −9,1  | −3,6  | 2,1  | 8,8  | 16,2 | 18,7 | 16,2 | 10,1  | 2,9  | −3,4  | −8,0  | 3,5  |
| Átlaghőmérséklet (°C)                    | −14,8 | −14,3 | −9,1  | −2,6 | 4,4  | 11,5 | 13,9 | 11,7 | 6,3   | −0,2 | −7,3  | −12,8 | −1,0 |
| Átlagos min. hőmérséklet (°C)            | −20,0 | −19,5 | −14,5 | −7,2 | 0,1  | 6,8  | 9,2  | 7,3  | 2,5   | −3,2 | −11,1 | −17,6 | −5,5 |
| Átl. csapadékmennyiség (mm)              | 30    | 25    | 25    | 25   | 31   | 48   | 62   | 63   | 52    | 46   | 39    | 31    | 477  |
| Forrás: Finnish Meteorological Institute |       |       |       |      |      |      |      |      |       |      |       |       |      |

### Oulu
| Hónap                         | Jan.  | Feb.  | Már. | Ápr. | Máj. | Jún. | Júl. | Aug. | Szep. | Okt. | Nov. | Dec.  | Év   |
| ----------------------------- | ----- | ----- | ---- | ---- | ---- | ---- | ---- | ---- | ----- | ---- | ---- | ----- | ---- |
| Átlagos max. hőmérséklet (°C) | −7,0  | −7,0  | −1,0 | 5,0  | 12,0 | 18,0 | 21,0 | 18,0 | 12,0  | 5,0  | −1,0 | −6,0  | 5,8  |
| Átlagos min. hőmérséklet (°C) | −13,0 | −13,0 | −8,0 | −3,0 | 3,0  | 9,0  | 12,0 | 10,0 | 5,0   | 1,0  | −5,0 | −10,0 | −0,9 |
| Átl. csapadékmennyiség (mm)   | 20    | 18    | 17   | 12   | 18   | 31   | 35   | 36   | 22    | 24   | 23   | 20    | 277  |
| Forrás:                       |       |       |      |      |      |      |      |      |       |      |      |       |      |

### Rovaniemi
| Hónap                         | Jan.  | Feb.  | Már.  | Ápr. | Máj. | Jún. | Júl. | Aug. | Szep. | Okt. | Nov.  | Dec.  | Év   |
| ----------------------------- | ----- | ----- | ----- | ---- | ---- | ---- | ---- | ---- | ----- | ---- | ----- | ----- | ---- |
| Átlagos max. hőmérséklet (°C) | −9,8  | −8,3  | −1,8  | 4,3  | 10,7 | 17,1 | 20,0 | 16,8 | 10,8  | 3,5  | −3,3  | −7,4  | 4,5  |
| Átlagos min. hőmérséklet (°C) | −20,0 | −19,2 | −14,0 | −7,1 | −0,2 | 5,8  | 9,3  | 6,9  | 2,5   | −2,3 | −10,3 | −16,5 | −5,3 |
| Átl. csapadékmennyiség (mm)   | 45    | 36    | 39    | 31   | 46   | 61   | 79   | 78   | 56    | 55   | 50    | 42    | 618  |
| Forrás:                       |       |       |       |      |      |      |      |      |       |      |       |       |      |

### Tampere
| Hónap                                    | Jan.  | Feb.  | Már.  | Ápr.  | Máj. | Jún. | Júl. | Aug. | Szep. | Okt.  | Nov.  | Dec.  | Év    |
| ---------------------------------------- | ----- | ----- | ----- | ----- | ---- | ---- | ---- | ---- | ----- | ----- | ----- | ----- | ----- |
| Rekord max. hőmérséklet (°C)             | 8,0   | 9,4   | 14,9  | 24,2  | 28,4 | 31,7 | 32,5 | 31,8 | 24,8  | 18,4  | 11,1  | 9,6   | 32,5  |
| Átlagos max. hőmérséklet (°C)            | −3,4  | −3,5  | 1,2   | 8,2   | 15,4 | 19,5 | 22,2 | 19,9 | 14,0  | 7,5   | 1,5   | −1,9  | 8,5   |
| Átlaghőmérséklet (°C)                    | −6,4  | −6,9  | −2,8  | 3,3   | 9,7  | 14,1 | 16,9 | 15,0 | 9,8   | 4,6   | −0,6  | −4,5  | 4,4   |
| Átlagos min. hőmérséklet (°C)            | −9,7  | −10,6 | −6,6  | −1,3  | 3,8  | 8,6  | 11,7 | 10,4 | 5,9   | 1,9   | −3,0  | −7,6  | 0,4   |
| Rekord min. hőmérséklet (°C)             | −35,8 | −31,8 | −29,1 | −14,8 | −7,2 | −3,0 | 1,5  | −0,4 | −7,0  | −16,4 | −21,9 | −33,0 | −35,8 |
| Átl. csapadékmennyiség (mm)              | 41    | 29    | 31    | 32    | 41   | 66   | 75   | 72   | 58    | 60    | 51    | 42    | 598   |
| Átl. páratartalom (%)                    | 90    | 87    | 82    | 70    | 63   | 66   | 69   | 76   | 82    | 87    | 91    | 92    | 80    |
| Forrás: Finnish Meteorological Institute |       |       |       |       |      |      |      |      |       |       |       |       |       |

### Pori
| Hónap                              | Jan. | Feb. | Már. | Ápr. | Máj. | Jún. | Júl. | Aug. | Szep. | Okt. | Nov. | Dec. | Év   |
| ---------------------------------- | ---- | ---- | ---- | ---- | ---- | ---- | ---- | ---- | ----- | ---- | ---- | ---- | ---- |
| Rekord max. hőmérséklet (°C)       | −2,0 | −2,2 | 1,8  | 8,4  | 14,8 | 18,9 | 21,7 | 20,0 | 14,6  | 8,4  | 2,7  | −0,5 | 21,7 |
| Átlagos max. hőmérséklet (°C)      | −4,8 | −5,4 | −1,9 | 3,7  | 9,5  | 13,9 | 16,8 | 15,3 | 10,4  | 5,6  | 0,4  | −3,1 | 5,1  |
| Rekord min. hőmérséklet (°C)       | −8,2 | −9,0 | −5,5 | −0,6 | 4,1  | 8,7  | 11,8 | 10,6 | 6,3   | 2,5  | −2,2 | −6,3 | −9,0 |
| Átl. csapadékmennyiség (mm)        | 44   | 28   | 29   | 30   | 35   | 54   | 67   | 71   | 56    | 66   | 55   | 51   | 586  |
| Forrás: Finn Meteorológiai Intézet |      |      |      |      |      |      |      |      |       |      |      |      |      |